# Aema buin 10
Aema buin 10 (en coreano, 애마부인 10) es una película de drama romántico erótico surcoreana de 1994 dirigida por Suk Do-won. Es la décima película en la serie Aema buin, la serie de películas de mayor duración en el cine coreano.

## Sinopsis
Esta vez en la serie Aema buin, Aema deja a su esposo, cansada de sus formas exigentes. Se muda a la isla de Jeju y vive con su amiga, Young-ju. Ella comienza a tener una aventura con un miembro de un grupo Samulnori. Sorprendida por los avances lésbicos de Young-ju y persuadida por su novio, Aema regresa con su marido.

## Reparto
- O No-a como Madame Aema[1]
- Won Seok como F
- Go Hyeong-jun como Esposo
- Yu Mi-hee como Young-ju
- Yoo Seong como Mok-dong
- Han Yeong-nam como Hombre
- Hong Seong-mi como Seon-a
- Kim Tae-hwan como Hombre 1
- Choe Ha-neul como Hombre 2